# Geslau
Geslau település Németországban, azon belül Bajorországban. Lakosainak száma 1339 fő (2023. december 31.).

## Népesség
A település népessége az elmúlt években az alábbi módon változott:
| Lakosok száma | 1334 | 1262 | 1364 | 1358 | 1352 | 1322 | 1308 | 1319 | 1372 | 1339 |
|               | 1970 | 1975 | 2011 | 2012 | 2014 | 2015 | 2017 | 2019 | 2022 | 2023 |